# Drymoanthus
Drymoanthus es un género que tiene asignadas cuatro especies de orquídeas. Es originario de Queensland, Nueva Zelanda y Nueva Caledonia.

## Taxonomía
El género fue descrito por William Henry Nicholls y publicado en Victorian Naturalist; Journal and Magazine of the Field naturalist's Club of Victoria 59: 173. 1943.

## Especies deDrymoanthus[1]
- Drymoanthus adversus (Hook.f.) Dockrill, Australas. Sarcanthinae: 32 (1967)
- Drymoanthus flavus St.George & Molloy, New Zealand J. Bot. 32: 416 (1994)
- Drymoanthus minimus (Schltr.) Garay, Bot. Mus. Leafl. 23: 178 (1972)
- Drymoanthus minutus Nicholls, Victorian Naturalist 59: 175 (1943) - especie tipo